# 能登川町
能登川町（のとがわちょう）は、かつて滋賀県にあった町。神崎郡に属していた。
麻織物の産地として知られ、近代には紡績で栄えた。近江商人発祥の地の一つとしても知られる。

## 地理
滋賀県の中央部に位置し、町域の北西部が琵琶湖に面する。町東部を愛知川が流れ、彦根市・愛知川町との境界をなした。町内の西寄りから中央部にかけて大同川が流れる。安土町と接する町西部一帯は大中の湖および小中の湖（弁天内湖と伊庭内湖）の干拓地で、広大な農地が広がる。小中の湖は干拓されたが、大中の湖の一部は干拓されずに大同川の水路と新しい伊庭内湖として残された。伊庭内湖は葦原が広がり、野鳥や魚類の生息地となっている。町南部には繖山（猪子山、観音寺山など）がそびえ、東近江市（旧五個荘町）および安土町との境界をなす。東近江市との境界には和田山、旧安土町との境界には安土山もある。

### 隣接していた自治体
- 彦根市
- 東近江市
- 近江八幡市
- 愛知郡愛知川町
- 蒲生郡安土町

## 歴史

### 地名
「能登川」とは町南西部の大字名であり、近代以前には伊庭村（現在の東近江市伊庭町）の一小字名に過ぎなかった。なお、現在「能登川」という河川は存在しないが、江戸時代の古地図などから、町内を流れる瓜生川の古名が能登川であったと考えられている。
明治になり伊庭村から分立した能登川村は、長浜・大津間の蒸気船の寄港地として賑い、琵琶湖東岸の官設鉄道（後の東海道本線）計画でも、彦根や八幡とともに停車場候補地に選ばれた。その後、計画が変更され、停車場は能登川村から約1km離れた八条村（後に分割して五峰村）と八幡村の境に開業したが、駅名には「能登川」が採用され、行政名と駅名が一致しない時代が続いた。元々農地だった駅周辺は紡績工場などの進出もあって発展し、能登川の名は駅周辺を広く指す地名として浸透した。その後、1942年の新町発足に際して、駅名から「能登川」が町名に採用され、駅所在地の行政名と駅名が同じになり、合併までその状態が続いた。
なお、東近江市成立後、能登川町大字能登川が「東近江市能登川町」となったため、「能登川町」という地名自体は現在も存在している。

### 沿革
- 1942年（昭和17年）2月11日 - 神崎郡伊庭村・栗見村・五峰村・能登川村・八幡村が合併して神崎郡能登川町が発足。
- 1984年（昭和59年）
  - 8月4日 - 江差町（北海道）と姉妹提携に調印[5]。
- 2006年（平成18年）1月1日 - 蒲生郡蒲生町とともに東近江市に編入[1]。同日能登川町廃止。

## 行政

### 歴代町長
- 西川權右衛門
- 山脇勘治 （本町）
- 中村人生（伊庭）
- 市居弘三（今）
- 杉田久太郎（山路）
- 宇賀武（今）

## 姉妹都市

### 日本国内
- 篠栗町（福岡県）
- 江差町（北海道） - 1984年（昭和59年）8月4日に姉妹提携に調印[5]

### 日本国外
- テーバー（英語版）（カナダ アルバータ州）

## 教育

### 小学校
- 能登川町立能登川北小学校（福堂）
- 能登川町立能登川東小学校（小川）
- 能登川町立能登川南小学校（猪子）
- 能登川町立能登川西小学校（伊庭）

### 中学校
- 能登川町立能登川中学校（山路）

### 高等学校
- 滋賀県立能登川高等学校（伊庭）
- 滋賀県立膳所高等学校日清紡学級（通信制）（旧日清紡能登川工場内）廃校

## 経済
- 日本電気硝子 能登川事業場
- 三井住友建設 能登川工場

## 交通

### 鉄道
- 西日本旅客鉄道（JR西日本）琵琶湖線
  - 能登川駅

### 道路
主要地方道
- 滋賀県道2号大津能登川長浜線（彦根道＝朝鮮人街道）
- 滋賀県道25号彦根近江八幡線（湖岸道路＝さざなみ街道）
- 滋賀県道52号栗見八日市線

一般県道
- 滋賀県道192号福堂今線
- 滋賀県道194号柳川能登川線
- 滋賀県道202号佐生五個荘線
- 滋賀県道203号佐生今線
- 滋賀県道511号栗見新田安土線
- 滋賀県道526号伊庭円山線
- 滋賀県道600号近江八幡安土能登川自転車道線（びわ湖よし笛ロード）

## 著名な近江商人
- 阿部市郎兵衛
- 田附政次郎

## 娯楽
- 能登川昭和映画劇場（1930年代から1991年まで存在した映画館）

## 名所・旧跡・観光スポット
- 能登川水車とカヌーランド - 伊庭内湖に作られたレジャー施設。
- 神郷亀塚古墳 - 日本最古級の前方後方墳。
- 北向岩屋十一面観音 - 猪子山山頂にある岩屋に安置されている観音。坂上田村麻呂が武運を祈願したとされる。
- 繖三峰神社 - 毎年5月4日に伊庭の坂下し祭（県選択無形民俗文化財）が開催される。
- 乎加神社